# 美女黑白棋 - 決戰於黑白之間
《美女黑白棋 - 決戰於黑白之間》（日语：ドンデンラバー Vol.1 〜白黒つけよっ〜，英文：Don Den Lover Vol. 1），是由DynaX所研發與推行的脫衣黑白棋街機遊戲。玩家與遊戲中的美女對手進行黑白棋遊戲，取得較高的分數過關斬將。

## 遊戲進行
當玩家投入硬幣之後，可以選擇單人或雙人遊戲模式。如玩家選擇「雙人遊戲」，則玩家一與玩家二捉對廝殺；反之玩家選擇「單人模式」者，則玩家與電腦程式進行對決。
遊戲中，共有五名依難度由簡至難的美女把關，五位美女的外表與名字設定，均來自《麻將大中華圈》。
遊戲進行，採黑白棋遊戲規則（如角落等規則）。玩家與對手，在8×8的格子內，以搖桿上下左右（X軸與Y軸方向）與兩個按鈕（A與B按鈕），進行黑白棋遊戲。玩家可以選擇先行（玩家先下的黑色棋子）與後行（玩手後下的白色棋子）。
每關美女所需思考時間也會逐次增加，即第五關的美女是最困難的等級。如果玩家在每關最後，贏過對手的棋子數，即可獲得成績。成績計算，則是累計的棋子數相加。除了過關得分外，該關的美女還會脫衣給玩家看。
倘若玩家的棋子數低於對手，玩家被宣告失敗。如果玩家要繼續挑戰該美女對手，則必須再投幣，取得遊戲次數（credit）後才能續關。而玩家有100時間單位可以進行遊戲，時間終了，玩家也是被宣告失敗，不能繼續進行遊戲，同樣也必須再投幣，取得遊戲次數之後，才可以續關。所有續關，均採重新開始進行。

### 求救法
每個玩家都有求救法（預設次數為一次），在玩家使用了求救法後，螢幕畫面會出現很大的「等一下」三個字，接著就有兩種方法，供玩家選擇。特別注意的是，使用一次求救，只能選擇一種方法，不可兩者都選擇使用。
一次的求救法內，有：
- 倒退一步

「倒退一步」是玩家正在下的棋局（第一步與下到最後一步除外）退回上一步，也就是玩家反悔下錯時可以使用的求救。
但相對的，玩家使用一次「倒退一步」後的幾次下棋，美女對手也有可能會使用該求救，讓棋局倒退上一步。
- 下絕招

「下絕招」是由程式分析，建議玩家下在哪一處是最有利的地方。

### 美女關主
下列為五位美女關主的基本設定。
- 高橋春香（日文版名稱：、中文版姓名：陳玫、美國與加拿大版姓名：Kristy Gates）

第一關關主。身高：159公分；三圍：84公分 - 60公分 - 86公分；生日：5月1日（星座：金牛座）；血型：A型。
- 宇奈月惠（日文版名稱：、中文版姓名：李香香、美國與加拿大版姓名：Joanne O'Brien）

第二關關主。身高：158公分；三圍：82公分 - 57公分 - 83公分；生日：9月9日（星座：處女座）；血型：B型。
- 水無月美香（日文版名稱：、中文版姓名：趙琳、美國與加拿大版姓名：Ali Johnson）

第三關關主。身高：153公分；三圍：85公分 - 60公分 - 85公分；生日：1月7日（星座：山羊座）；血型：B型。
- 加藤泉（日文版名稱：、中文版姓名：錢海萍、美國與加拿大版姓名：Bobby Smith）

第四關關主。身高：165公分；三圍：80公分 - 60公分 - 84公分；生日：8月18日（星座：獅子座）；血型：A型。
- 池之端瞳（日文名稱：、中文版姓名：蘇瑞瑜、美國與加拿大版姓名：Sarah Taft）

第五關關主，也是最難纏的對手。身高：168公分；三圍：93 - 60 - 89；生日：12月7日（星座：人馬座）；血型：O型。